# Beatriz de la Cueva
Beatriz de la Cueva de Alvarado (c. 1498 – 11 septembre 1541), surnommée « La Sinventura » (« La Malheureuse ») est une noble espagnole originaire d'Úbeda en Andalousie qui devient gouverneure de la colonie espagnole du Guatemala pendant quelques jours en septembre 1541, avant d'être tuée par un tremblement de terre peu après sa prise de fonctions. Unique en son genre en tant que seule femme à occuper un tel poste dans une division majeure de l'Amérique latine espagnole à l'époque coloniale, on lui attribue le mérite d'avoir introduit le style espagnol de construction de maisons et les coutumes espagnoles au Guatemala. Elle est enterrée dans la cathédrale de Santiago de los Caballeros de Guatemala (en).

## Biographie
Beatriz de la Cueva est née de parents aristocratiques, probablement en 1498 ou 1500, à Úbeda, royaume de Jaén, Andalousie, Espagne. Son père est Luis de la Cueva, amiral de Saint-Domingue et comendador d'Alcántara. Elle descend de Beltrán de la Cueva ; son oncle paternel est le duc d'Alburquerque. Sa mère est María Manrique de Benavides. La plupart de ses frères meurent au combat à Alger. Sa sœur Francisca est demoiselle d'honneur de la sœur du roi Charles Quint, Éléonore et épouse du conquistador Pedro de Alvarado.
Après la mort de Francisca, son ancien mari Alvarado retourne en Espagne et épouse Beatriz le 17 octobre 1538. Le mariage nécessite une autorisation papale en raison de leur affinité. Un autre oncle de Beatriz est Francisco de los Cobos, secrétaire personnel de Charles Quint. Il persuade le roi d'intercéder auprès du pape en faveur du couple et donne 1 500 pesos d'or comme dot de la mariée.

### Gouverneure du Guatemala

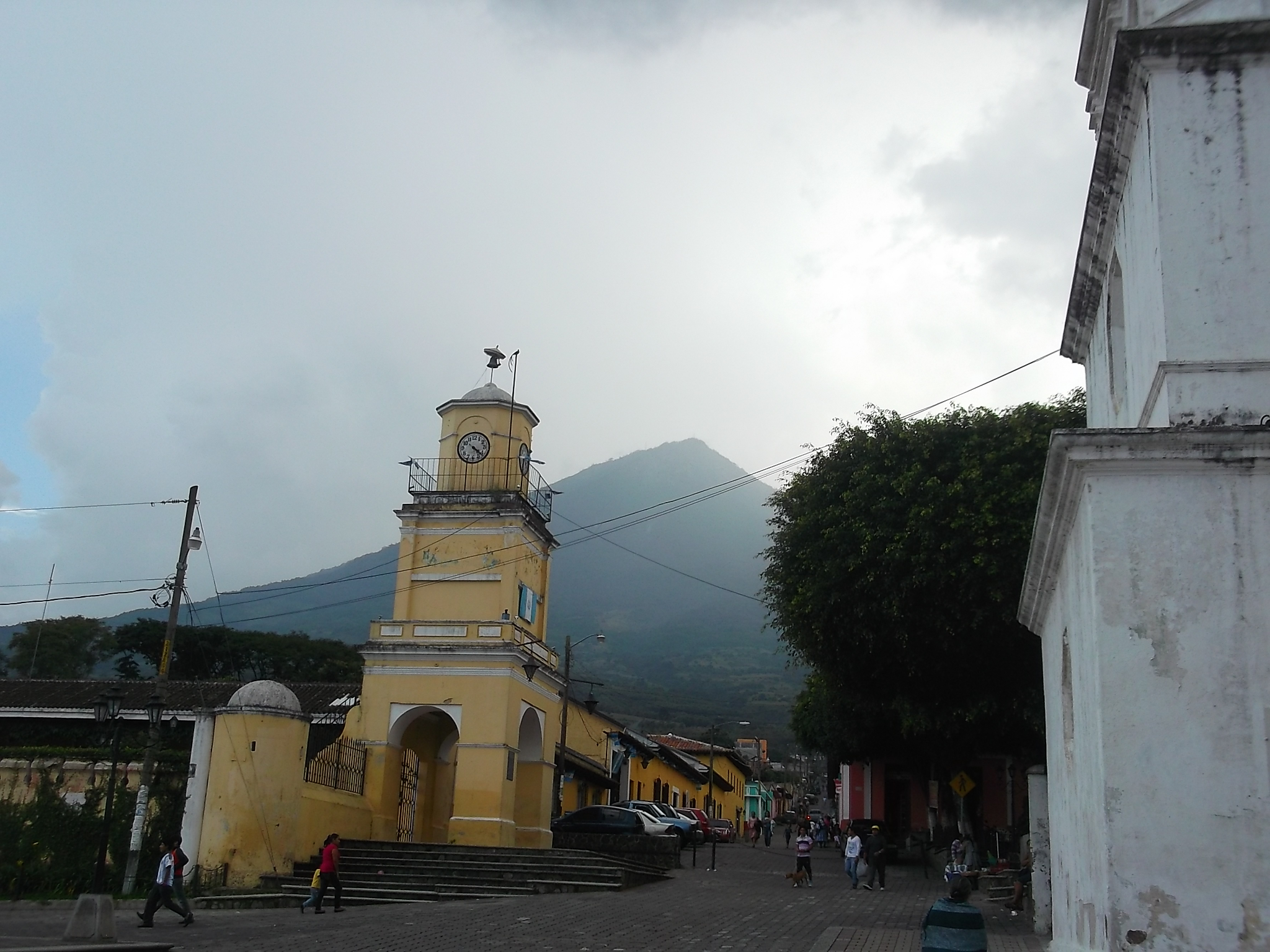
Le Volcán de Agua, vu de Ciudad Vieja, l'ancien Santiago de los Caballeros de Guatemala jusqu'à ce que le désastre de 1541 entraîne son déplacement.

La plupart des informations que l'on sait sur Beatriz de la Cueva concernent le deuxième voyage d'Alvarado en Espagne et sa mort subite. Le couple revient au Guatemala en 1539, et sa grande suite comprend 20 demoiselles d'honneur. Alors qu'Alvarado git mourant sur un champ de bataille au Mexique en juin 1541, il lègue à la fois sa richesse et son droit de régner à Beatriz. Des messagers transmettent la nouvelle du Mexique au Guatemala. Beatriz les reçuoit le 29 août et, bouleversée, ordonne que tous les murs intérieurs et extérieurs de son palais soient peints en noir.
Beatriz de la Cueva se promeut ensuite avec succès comme successeuse de son mari au poste de gouverneure du Guatemala parmi les collègues et amis d'Alvarado. Bien qu'Alvarado ait laissé son frère Francisco comme gouverneur par intérim, elle le convoque, ainsi que l'évêque Francisco Marroquín,, et divers autres fonctionnaires dans son palais. Prétendant que le trésorier royal aspire au titre d'Alvarado en tant que gouverneur et capitaine général, Beatriz exige qu'ils la nomment gouverneure à sa place. Après de vives discussions, Beatriz est déclarée gouverneure le lendemain matin, le 9 septembre 1541. Beatriz de la Cueva signe les documents comme la sin ventura, « la malheureuse », en référence à la perte récente de son mari. Elle nomme bientôt son frère Francisco comme lieutenant, chargé des affaires courantes, tout en conservant pour elle tous les pouvoirs relatifs à la distribution des richesses, du travail indien et des encomiendas. Elle devient ainsi la première femme gouverneure du Nouveau Monde, bien que sa cousine María de Toledo (en) ait auparavant été vice-reine de Saint-Domingue.
En fait, le trésorier royal et ses partisans continuent à comploter contre elle. Lorsque des espions en informent la nouvelle gouverneure, elle ordonne à son frère de capturer les conspirateurs. Les conspirateurs ont prévu de prendre le pouvoir par un coup d'État tôt le matin du 11 septembre et échappent aux soldats envoyés pour les arrêter en se cachant dans une maison abandonnée.

### Décès

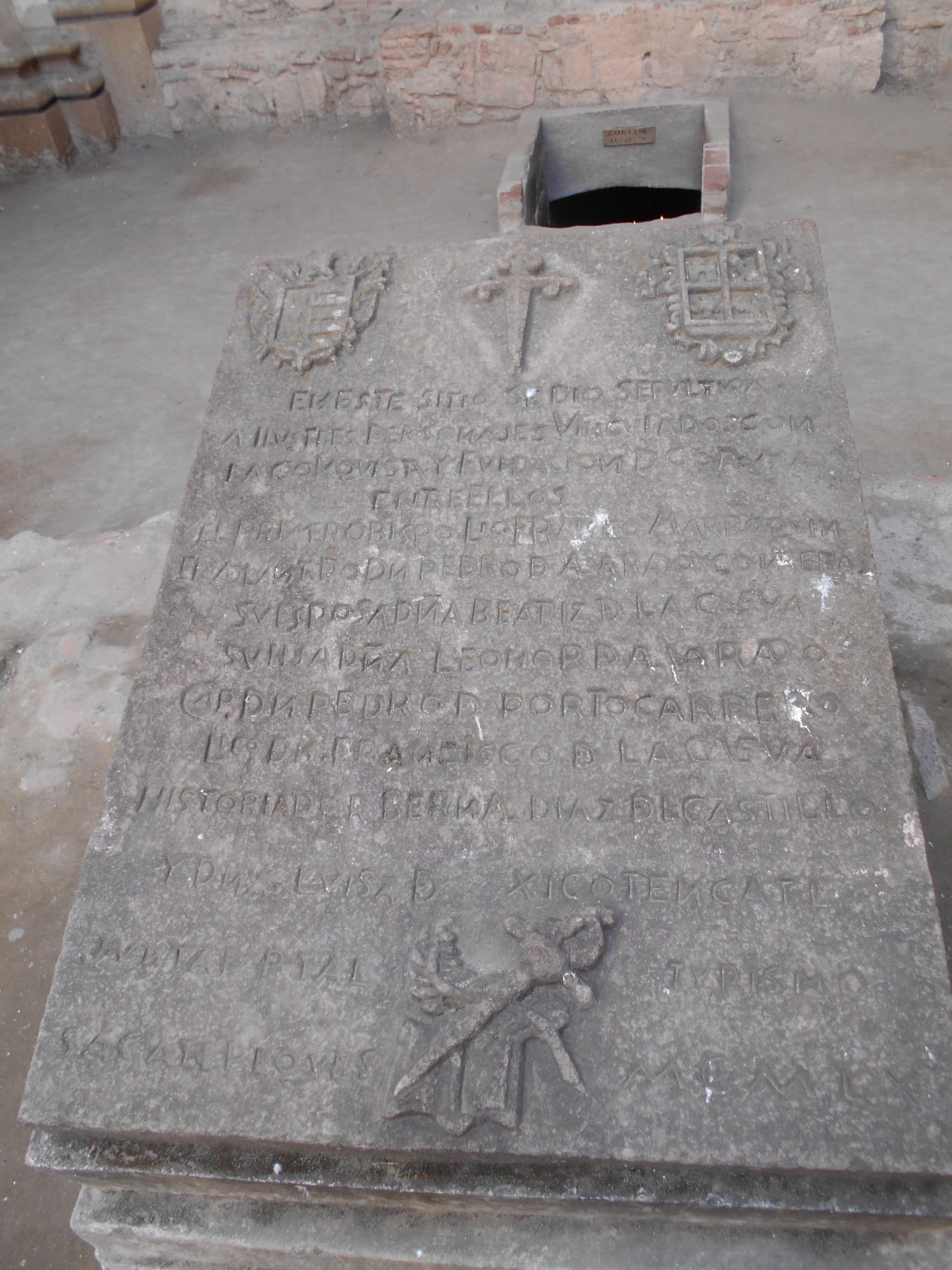
Pierre commémorative posée en 1960 dans les ruines de la cathédrale d'Antigua Guatemala pour marquer le tombeau de Pedro de Alvarado, Beatriz de la Cueva, Leonor de Alvarado et Francisco de la Cueva, entre autres.

Pendant ce temps, des pluies torrentielles combinées à un tremblement de terre provoquent l'effondrement du cratère du Volcán de Agua aux premières heures du 11 septembre. Les eaux de crue de l'ancien lac de cratère se précipitent le long de ce qui a été un profond arroyo vers la capitale coloniale de Santiago de los Caballeros de Guatemala (en) (Ciudad Vieja) dans la vallée en contrebas (Almolonga), creusant une énorme cicatrice sur le flanc de la montagne.
Le palais de pierre de trois étages a été construit à côté de l' arroyo, sur le versant du volcan, surplombant la jeune capitale coloniale. Beatriz attrape sa fille de cinq ans, Anica, et s'enfuie dans sa chapelle sur le toit. Le mur d'eau emporte certains des serviteurs indiens et la belle-fille de Beatriz, Leonor, qui s'est précipitée en bas avec d'autres enfants. Leonor survit à la catastrophe en s'accrochant à un arbre, mais les autres enfants meurent. Pendant que tout cela se passe, les conspirateurs tentent de prendre d'assaut le palais, défendu par Francisco et ses soldats. Tous sont emportés par la mort. Beatriz et Anica meurent lorsqu'une deuxième secousse frappe, et que le toit de la chapelle s'est effondré sur elles.
Beatriz de la Cueva est enterrée dans la cathédrale reconstruite de Santiago de los Caballeros de Guatemala dans la vallée de Panchoy (Antigua Guatemala) sur l'insistance de l'évêque malgré l'opposition locale, et Leonor fait réinhumer Pedro de Alvarado à ses côtés en 1580.

## Héritage
En plus d'avoir été brièvement la première femme gouverneure colonial du Nouveau Monde, Beatriz de la Cueva est reconnue pour avoir introduit les coutumes espagnoles et le style des maisons espagnoles au Guatemala.
Après sa mort, Beatriz de la Cueva est accusée d'être responsable de la catastrophe, car elle est considérée comme une punition divine pour ses péchés. De plus, son destin devient un exemple édifiant quant à la place des femmes dans les postes politiques.

## Ouvrages
- (en) Jerome R. Adams, Notable Latin American women: twenty-nine leaders, rebels, poets, battlers, and spies, 1500 - 1900, McFarland & Company, 1995 (ISBN 978-0-7864-0022-5).
- (es) Antonio Gutiérrez Escudero, Pedro de Alvarado: el conquistador del país de los quetzales, Anaya, coll. « Biblioteca iberoamericana », 1988 (ISBN 978-84-207-3137-7).
- (en) Laura E. Matthew, Memories of conquest: becoming Mexicano in colonial Guatemala, University of North Carolina Press, coll. « First peoples: new directions in indigenous studies », 2012 (ISBN 978-0-8078-3537-1).
- (es) Juan Francisco Maura, « En busca de la verdad: Algunas mujeres excepcionales de la conquista », Hispania, vol. 76, no 4,‎ 1993, p. 904–910 (ISSN 0018-2133, DOI 10.2307/343929, lire en ligne, consulté le 21 décembre 2024).
- (en) Paul A. Myers, North to California: the Spanish voyages of discovery, 1533 - 1603, Llumina Press, 2004 (ISBN 978-1-59526-251-6 et 978-1-59526-252-3).
- (es) María Eugenia Petit-Breuilh Sepúlveda, La historia eruptiva de los volcanes hispanoamericanos (siglos XVI al XX): el modelo chileno, Servicio de Publicaciones, Cabildo Insular de Lanzarote, 2004 (ISBN 978-84-95938-32-9, lire en ligne).
- (es) Adrián Recinos, Pedro de Alvarado, conquistador de México y Guatemala, CENALTEX, 1986 (lire en ligne).
- (es) Carlos B. Vega, Conquistadoras: Mujeres Heroicas de la Conquista de America, McFarland, 2 octobre 2003 (ISBN 978-0-7864-8208-5, lire en ligne).